# Акопянц Андрій Акопович
Андрій Акопович Акопянц (узб. Andrey Akopovich Akopyants; нар. 27 серпня 1977, Ташкент, Узбецька РСР) — узбецький футболіст вірменського походження, півзахисник та нападник.

## Клубна кар'єра
Вихованець узбецького футболу. 4 роки відіграв за «Пахтакор», у складі якого ставав чемпіоном Узбекистану та вигравав національний кубок. У 1999 році визнаний найкращим гравцем Узбекистану. 2000 року з'явилася можливість перебратися до російського клубу. Отримав декілька варіантів працевлаштування в Росії. Агент вів переговори з «Крилами Рад» та «Зенітом», але в підсумку опинився в «Ростсільмаші», з яким у чемпіонаті та Кубку Росії провів понад 120 матчів. Наприкінці 2005 року контракт із «Ростовом» закінчився. У середині сезону Андрію пропонували його продовжити, проте сам футболіст вирішив, що треба змінити команду. 2006 року перейшов до новоросійського «Чорноморця», де забив рекордні 15 м'ячів. 2007 року виступав спочатку у білоруській «Дариді», а потім в латвійській «Даугаві», з якою виграв Кубок Латвії. У 2008 році провів півсезону у рідному «Пахтакорі», де став уперше срібним призером чемпіонату Узбекистану. Весь 2009 рік виступав у складі «Динамо» із Самарканда. У 2010 році став гравцем «Нижнього Новгорода». У 2011 році перейшов до клубу «Промінь-Енергія». У сезоні 2012/13 років виступав за дзержинський «Хімік», який вийшов у ФНЛ. Наприкінці кар'єри повернувся на батьківщину, виступав за «Бухару». Футбольну кар'єру завершив 2014 році в «Нефтчі» (Фергана).

## Кар'єра в збірній
Дебютував та відзначився своїм першим голом у футболці національної збірної Узбекистану 1998 року. У складі узбецької збірної учасник Кубку Азії 2004 року, де провів 3 поєдинку. Завершив кар'єру у збірній 2005 року, відзначився 6-ма голами у 40 матчах.

## Статистика виступів у збірній

### По матчах
| Збірна     | Рік     | Матчі | Голи |
| ---------- | ------- | ----- | ---- |
| Узбекистан | 1998    | 7     | 3    |
| Узбекистан | 1999    | 3     | 0    |
| Узбекистан | 2000    | 3     | 0    |
| Узбекистан | 2001    | 7     | 1    |
| Узбекистан | 2003    | 9     | 2    |
| Узбекистан | 2004    | 8     | 0    |
| Узбекистан | 2005    | 3     | 0    |
| Загалом    | Загалом | 40    | 6    |

### Голи за збірну
| №  | Дата       | Стадіон                                    | Збірна         | Рахунок | Результат | Змагання                           |
| -- | ---------- | ------------------------------------------ | -------------- | ------- | --------- | ---------------------------------- |
| 1. | 03.12.1998 | Чіангмей, Таїланд                          | Кувейт         | 3-3     | Перемога  | Азійські ігри 1998                 |
| 2. | 05.12.1998 | Чіангмей, Таїланд                          | Монголія       | 0-15    | Перемога  | Азійські ігри 1998                 |
| 3. | 07.12.1998 | Раджмангала, Бангкок, Таїланд              | Північна Корея | 4-0     | Перемога  | Азійські ігри 1998                 |
| 4. | 03.05.2001 | Інтернаціональний стадіон, Амман, Йорданія | Туркменістан   | 2-5     | Перемога  | кваліфікація чемпіонату світу 2002 |
| 5. | 20.08.2003 | Сконто, Рига, Латвія                       | Латвія         | 0-3     | Перемога  | Товариський матч                   |
| 6. | 06.11.2003 | Пахтакор, Ташкент, Узбекистан              | Гонконг        | 4-1     | Перемога  | кваліфікація Кубку Азії 2004       |

## Досягнення

### Клубні
«Пахтакор»
- Суперліга Узбекистану
  -  Чемпіон (1): 1998
  -  Срібний призер (1): 2008

- Кубок Узбекистану
  -  Володар (1): 1997
  -  Фіналіст (1): 2008

«Хімік»
- Першість ПФЛ (зона «Захід»)
  -  Чемпіон (1): 2012/13

### Індивідуальні
- Футболіст року в Узбекистані (1): 1999